# Edizione straordinaria
L’edizione straordinaria (o edizione supplemento) è una pubblicazione informativa prodotta da un mezzo di informazione (telegiornale, radiogiornale, quotidiano, eccetera), al di fuori della propria periodicità ordinaria, con lo scopo di documentare una notizia di particolare rilievo.
L'edizione straordinaria può trattare eventi inaspettati, per esempio catastrofi naturali, morte di una personalità, caduta del governo di uno Stato, rapimenti o rilasci di persone, guerre o attentati; ma anche programmati, per esempio elezioni, messaggi istituzionali, visita di una personalità di stato o religiosa financo inchieste.

## L'impatto sociale
Vista la particolare importanza informativa degli eventi trattati dalle edizioni straordinarie (specie quando non programmate), sono in genere accompagnate da un forte interesse popolare (alto share, alto numero di vendite, visualizzazioni, ecc.).
Il che può generare esiti grotteschi, come quando, la sera del 30 giugno 1976, le trasmissioni televisive vennero interrotte nell’apprensione generale per comunicare la semplice notizia che i titoli dei temi degli esami della imminente maturità scolastica erano stati sottratti dall’ufficio ministeriale.

## Le prime edizioni straordinarie
Le prime edizioni straordinarie di mezzi d'informazione coincisero con la diffusione su larga scala della stampa quotidiana, avvenuta di pari passo allo sviluppo dell'alfabetizzazione internazionale tra l'Ottocento e il Novecento. Tali edizioni venivano generalmente vendute per le strade e le piazze dagli strilloni.
La prima edizione straordinaria televisiva in Italia venne realizzata dall'allora unico telegiornale nazionale (l'attuale TG1) nel 1960, in occasione delle elezioni amministrative.